# 에밀 맥
에밀 윌리엄 맥(영어: Emile William Mack, 1957년 ~ )은 미국의 소방관이다.

## 생애
서울특별시에서 1957년 태어난 그는 1960년 3살의 나이에 미국의 흑인 가정으로 입양됐다. UCLA 심리학과 전액장학생으로 있던 1978년 친구의 권유로 LA소방국에 입사하여 2003년 부국장의 자리까지 올랐다. 2012년과 2013년 LA 13지구 시의원에 출마하였다.

## 가족
일본인 부인인 제니와의 사이에 24세 아들이 있으며 2011년 한국을 방문해 한국인 소녀를 입양하였다.

## 경력
- 1978년 : 소방관 임용
- 1998년 : 센터장 승진 (Captain Ⅰ)
- 1995년 : 중대 지휘관 승진 (Battalion Chief)
- 2000년 : 방면 지휘대장 승진 (Assistant chief)
- 2003년 : 부국장 승진 - 남부방면 지휘대장 (Deputy Chief)
- 2007: Chief Deputy, Second in Command
- 2014: Mixed Roots Foundation, Chair
- 2016: Korean American Federation of Los Angeles, Vice President